# NWA World Tag Team Championship (Central States version)
La versión del centro de los Estados del NWA World Tag Team Championship, fue un Campeonato Mundial en Parejas perteneciente a la promoción de lucha libre profesional National Wrestling Alliance con existencia de 1958-60, 1962-63 y luego desde 1973 hasta 1979, fue promovido por los Estados centrales de lucha libre. Se defendió principalmente en el territorio de Kansas City, que incluyó Misuri, Kansas e Iowa.

## Lista de campeones
| Luchador                                                    | N.º | Fecha                    | Días | Lugar               | Notas                                                                                             |
| ----------------------------------------------------------- | --- | ------------------------ | ---- | ------------------- | ------------------------------------------------------------------------------------------------- |
| The Battling Duseks (Emil Dusek & Ernie Dusek)              | 1   | junio de 1958            |      |                     |                                                                                                   |
| Sonny Myers & Thor Hagen                                    | 1   | 27 de junio de 1958      |      | St. Joseph, Misuri  |                                                                                                   |
| The Battling Duseks (Emil Dusek & Ernie Dusek)              | 2   | enero de 1959            |      |                     |                                                                                                   |
| George & Sandy Scott                                        | 1   | 13 de mayo de 1960       | 28   | St. Joseph, Misuri  |                                                                                                   |
| The Battling Duseks (Emil Dusek & Ernie Dusek)              | 3   | 10 de junio de 1960      |      | St. Joseph, Misuri  |                                                                                                   |
| Vacante                                                     | -   | 1960                     | -    |                     | Ver listaCampeonato inactivo.                                                                     |
| Reemplazadopor el NWA Central States Tag Team Championship  |     |                          |      |                     |                                                                                                   |
| Pat O'Connor & Sonny Myers                                  | 1   | 18 de octubre de 1962    |      | Kansas City, Kansas | Ver listaDerrotó a Bob Geigel y Lee Henning.                                                      |
| Al & Tiny Mills                                             | 1   | abril de 1963            |      |                     | Ver listaVictoria incierta al derrotar a O'Connor y Myers en un combate para ganar el campeonato. |
| Steve Bolus & Steve Kovacs                                  | 1   | 10 de abril de 1963      |      | Kansas City, Kansas |                                                                                                   |
| The Medics (Nelson Royal & Pedro Gordy)                     | 1   | junio de 1963            |      |                     |                                                                                                   |
| Pat O'Connor (2) & Tiny Mills (2)                           | 1   | 4 de julio de 1963       |      | Kansas City, Kansas |                                                                                                   |
| Vacante                                                     | -   | 1963                     | -    |                     | Ver listaCampeonato inactivo.                                                                     |
| Reemplazado por el NWA North American Tag Team Championship |     |                          |      |                     |                                                                                                   |
| Great Togo & Tokyo Joe                                      | 1   | 8 de marzo de 1973       |      |                     | Ver listaDerrotó a Bob Geigel y Rufus R. Jones para ganar el campeonato.                          |
| Bob Geigel & Rufus R. Jones                                 | 1   | 1973                     |      |                     |                                                                                                   |
| Great Togo & Tokyo Joe                                      | 2   | 1973                     |      |                     |                                                                                                   |
| Mike George & Jim Brunzell                                  | 1   | 25 de octubre de 1973    | 84   |                     |                                                                                                   |
| Roger Kirby & Lord Alfred Hayes                             | 1   | 17 de enero de 1974      |      | Kansas City, Kansas |                                                                                                   |
| Mike George & Jim Brunzell                                  | 2   | 1974                     |      |                     |                                                                                                   |
| "Bulldog" Bob Brown & Lord Alfred Hayes (2)                 | 1   | 28 de febrero de 1974    |      | Kansas City, Kansas |                                                                                                   |
| Bob Geigel & Rufus R. Jones                                 | 2   | junio de 1974            |      |                     |                                                                                                   |
| The Interns (Intern #1 & Intern #2)                         | 1   | 13 de junio de 1974      | 21   | Kansas City, Kansas |                                                                                                   |
| Bob Geigel (3) and Pat O'Connor (3)                         | 1   | 4 de julio de 1974       | 14   | Kansas City, Kansas |                                                                                                   |
| The Interns (Intern #1 & Intern #2)                         | 2   | 18 de julio de 1974      | 42   | Kansas City, Kansas |                                                                                                   |
| Pat O'Connor (4) & Omar Atlas                               | 1   | 29 de agosto de 1974     | 53   | Kansas City, Kansas |                                                                                                   |
| The Interns (Intern #1 & Intern #2)                         | 3   | 21 de octubre de 1974    | 81   |                     |                                                                                                   |
| Mike George (3) & Jerry Oates                               | 1   | 10 de enero de 1975      | 73   |                     |                                                                                                   |
| Yasu Fuji & Oki Shikina                                     | 1   | 24 de marzo de 1975      | 63   | Topeka, Kansas      |                                                                                                   |
| Jerry & Ted Oates                                           | 1   | 26 de mayo de 1975       |      | Wichita, Kansas     |                                                                                                   |
| Jerry Oates (2) & Danny Little Bear                         | 1   | 1975                     |      |                     | Ver listaTed le entregó su mitad del campeonato a Danny.                                          |
| Vacante                                                     | -   | 1975                     | -    |                     | Ver listaCampeonato vacante, por razones desconocidas.                                            |
| Ken Mantell & Ron Bass                                      | 1   | noviembre de 1975        |      |                     | Ver listaReinado incierto, por desconocerse a quien derrotaron.                                   |
| Bob Geigel (4) & Akio Sato                                  | 1   | 19 de febrero de 1976    |      | St. Joseph, Misuri  |                                                                                                   |
| Vacante                                                     | -   | 1976                     | -    |                     | Ver listaCampeonato vacante, por razones desconocidas.                                            |
| Tank Patton & Super Intern (4)                              | 1   | 19 de junio de 1976      |      | St. Joseph, Misuri  | Ver listaDerrotó a Akio Sato y Pat O'Connor.                                                      |
| Vacante                                                     | -   | 1976                     | -    |                     | Ver listaCampeonato vacante, por razones desconocidas.                                            |
| Black Gordman & El Goliath                                  | 1   | 29 de julio de 1976      | 63   | Kansas City, Kansas | Ver listaDerrotó a Pat O'Connor y Super Intern en la final de un torneo.                          |
| "Mad Dog" Maurice Vachon & Baron von Raschke                | 1   | 30 de septiembre de 1976 | 21   | Kansas City, Kansas |                                                                                                   |
| Mike George (4) & Super Intern (5)                          | 1   | 21 de octubre de 1976    |      | Kansas City, Kansas |                                                                                                   |
| Jerry Blackwell & Buck Robley                               | 1   | 1977                     |      |                     | Ver listaReinado incierto, por desconocerse a quien derrotaron.                                   |
| Mike George (5) & Scott Casey                               | 1   | 1 de diciembre de 1977   | 126  | Kansas City, Kansas |                                                                                                   |
| "Bulldog" Bob Brown (2) & Alexis Smirnoff                   | 1   | 6 de abril de 1978       | 18   | Kansas City, Kansas |                                                                                                   |
| Kevin Sullivan & Ken Lucas                                  | 1   | 24 de abril de 1978      |      | Kansas City, Kansas |                                                                                                   |
| Buck Robley & Blue Yankee                                   | 1   | 1978                     |      |                     |                                                                                                   |
| Ron Starr & Tom Andrews                                     | 1   | 27 de julio de 1978      | 49   | Kansas City, Kansas |                                                                                                   |
| Tank Patton (2) & Jesse Ventura                             | 1   | 14 de septiembre de 1978 | 30   | Kansas City, Kansas |                                                                                                   |
| "Bulldog" Bob Brown (3) & Bob Sweetan                       | 1   | 14 de octubre de 1978    |      | Des Moines, Iowa    |                                                                                                   |
| Retirado                                                    | -   | 1979                     | -    |                     | Ver listaPermanentemente reemplazado por el NWA Central States Tag Team Championship.             |